# Nathaniel Hawthorne

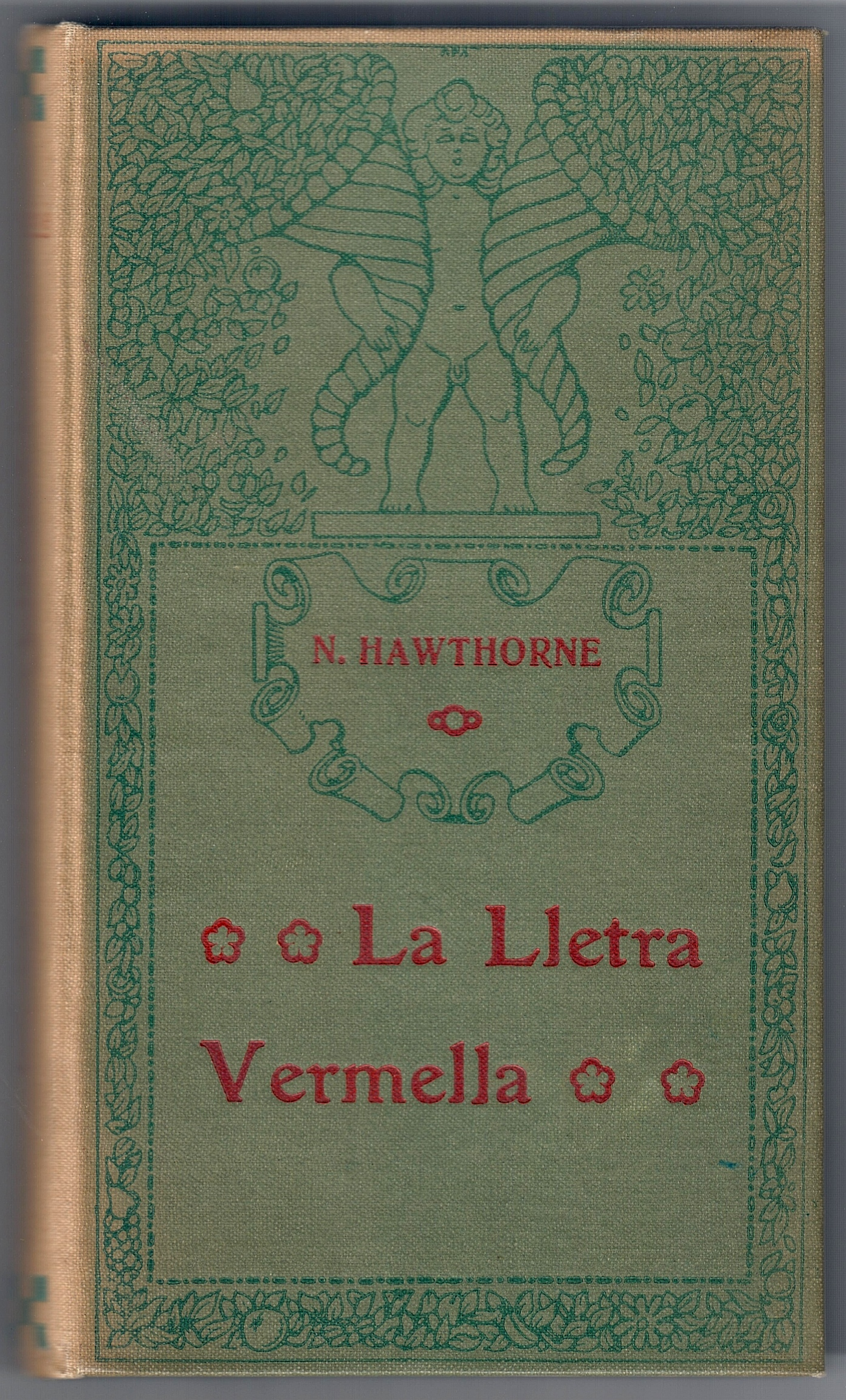
La Lletra Vermella (The Scarlet Letter) de N. Hawthorne, traducció catalana publicada dins la col·lecció Biblioteca de El Poble Català a Barcelona l'any 1910

Nathaniel Hawthorne (Salem, Massachusetts, 4 de juliol de 1804 - Plymouth, 19 de maig de 1864) va ser un novel·lista i contista estatunidenc. És considerat figura clau en el desenvolupament de la literatura nord-americana en els seus orígens. Les seves obres sovint se centren en la història, la moral i la religió.
Va néixer l'any 1804 a Salem, Massachusetts, d'una família associada durant molt de temps a aquella ciutat. Hawthorne va ingressar al Bowdoin College el 1821, va rebre l'honor acadèmic Phi Beta Kappa el 1824, i es va graduar el 1825. Va publicar la seva primera obra el 1828, la novel·la Fanshawe; una obra que més tard intentaria suprimir, en considerar que no era coherent amb la seva obra posterior. Va publicar diversos contes en publicacions periòdiques, que va recollir el 1837 com Contes explicats dues vegades. L'any següent, es va comprometre amb Sophia Peabody. Va treballar a la Boston Custom House i es va unir a la Granja Brook, una comunitat transcendentalista, abans de casar-se amb Peabody el 1842. La parella es va traslladar a The Old Manse a Concord, Massachusetts, després es va traslladar a Salem, els Berkshires, i després a The Wayside a Concord. La lletra escarlata es va publicar el 1850, seguida d'una successió d'altres novel·les. El nomenament polític com a cònsol va portar a Hawthorne i la seva família a Europa abans del seu retorn a Concord el 1860. Hawthorne va morir el 19 de maig de 1864.
Gran part de l'escriptura de Hawthorne se centra en Nova Anglaterra, moltes obres que presenten metàfores morals amb una inspiració antipuritana. Les seves obres de ficció es consideren part del moviment romàntic i, més concretament, del romanticisme fosc. Els seus temes sovint se centren en el mal i el pecat inherents a la humanitat, i les seves obres sovint tenen missatges morals i una profunda complexitat psicològica. Les seves obres publicades inclouen novel·les, contes i una biografia del seu amic universitari Franklin Pierce, escrita per a la seva campanya de 1852 per a la presidència dels Estats Units, que Pierce va guanyar, convertint-se en el catorzè president.

## Biografia

### Primers anys

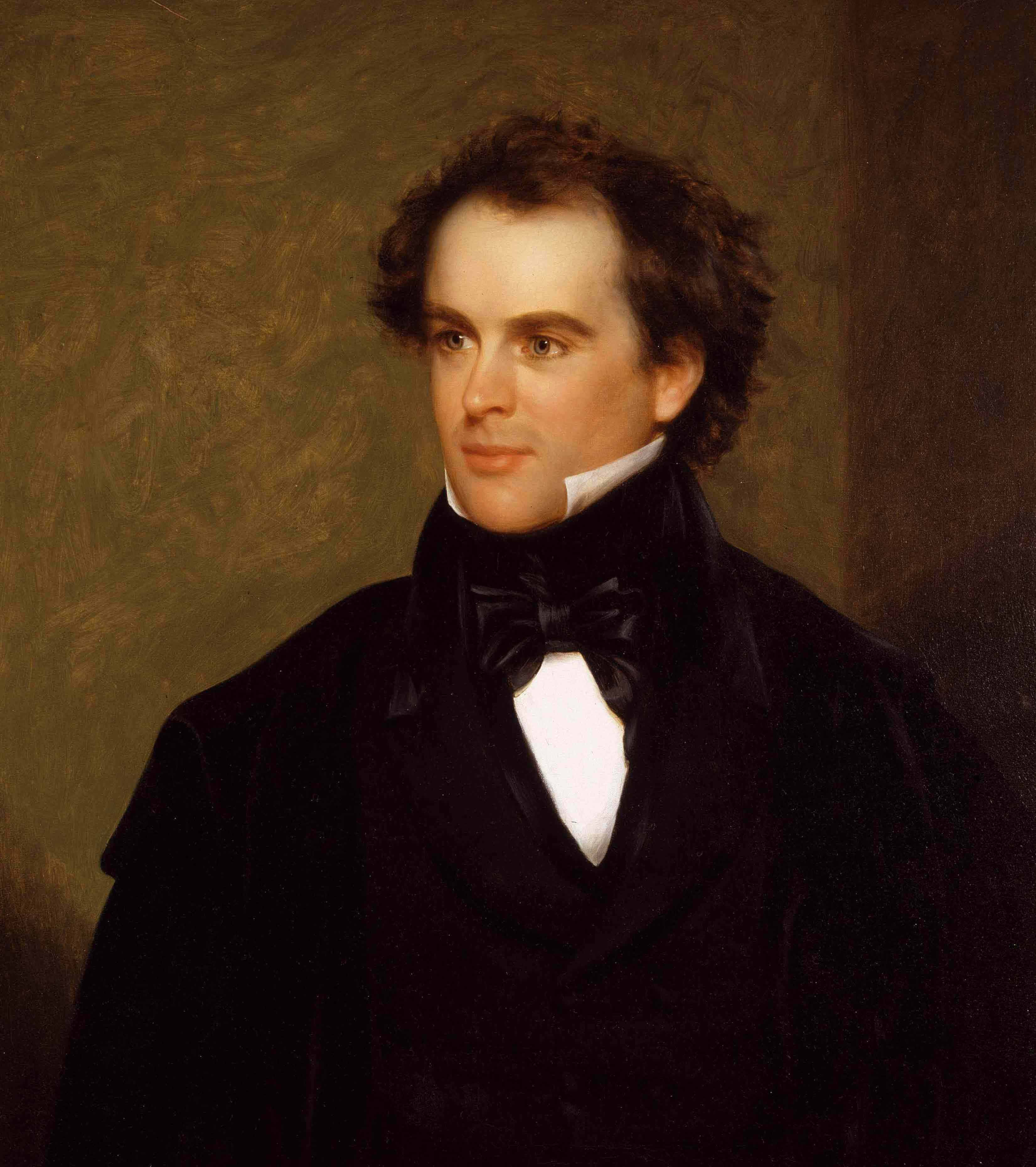
Retrat de Nathaniel Hawthorne per Charles Osgood, 1841 (Museu Peabody Essex)

Nathaniel Hathorne, com es va escriure originalment el seu nom, va néixer el 4 de juliol de 1804 a Salem, Massachusetts; el seu lloc de naixement es conserva i està obert al públic. William Hathorne, el rebesavi de l'autor, era un purità i el primer de la família a emigrar d'Anglaterra. Es va establir a Dorchester, Massachusetts, abans de traslladar-se a Salem. Allà es va convertir en un membre important de la colònia de la badia de Massachusetts i va ocupar molts càrrecs polítics, inclosos magistrat i jutge, esdevenint famós per la seva duresa a l'hora de sentenciar. El fill de William i el besavi de l'autor, John Hathorne, va ser un dels jutges que van supervisar els judicis a les bruixes de Salem. Hawthorne probablement va afegir la "w" al seu cognom quan tenia vint anys, poc després de graduar-se a la universitat, en un esforç per dissociar-se dels seus notoris avantpassats. El pare de Hawthorne, Nathaniel Hathorne era un capità marítim que va morir el 1808 de febre groga al Surinam holandès; havia estat membre de l'East India Marine Society. Després de la seva mort, la seva vídua es va traslladar amb el jove Nathaniel, la seva germana gran Elizabeth i la seva germana petita Louisa per viure amb uns parents anomenats Manning a Salem, on van viure durant 10 anys. El jove Hawthorne va ser colpejat a la cama mentre feia esport el 10 de novembre de 1813, i es va quedar coix i postrat durant un any, tot i que diversos metges no van saber determinar què tenia.

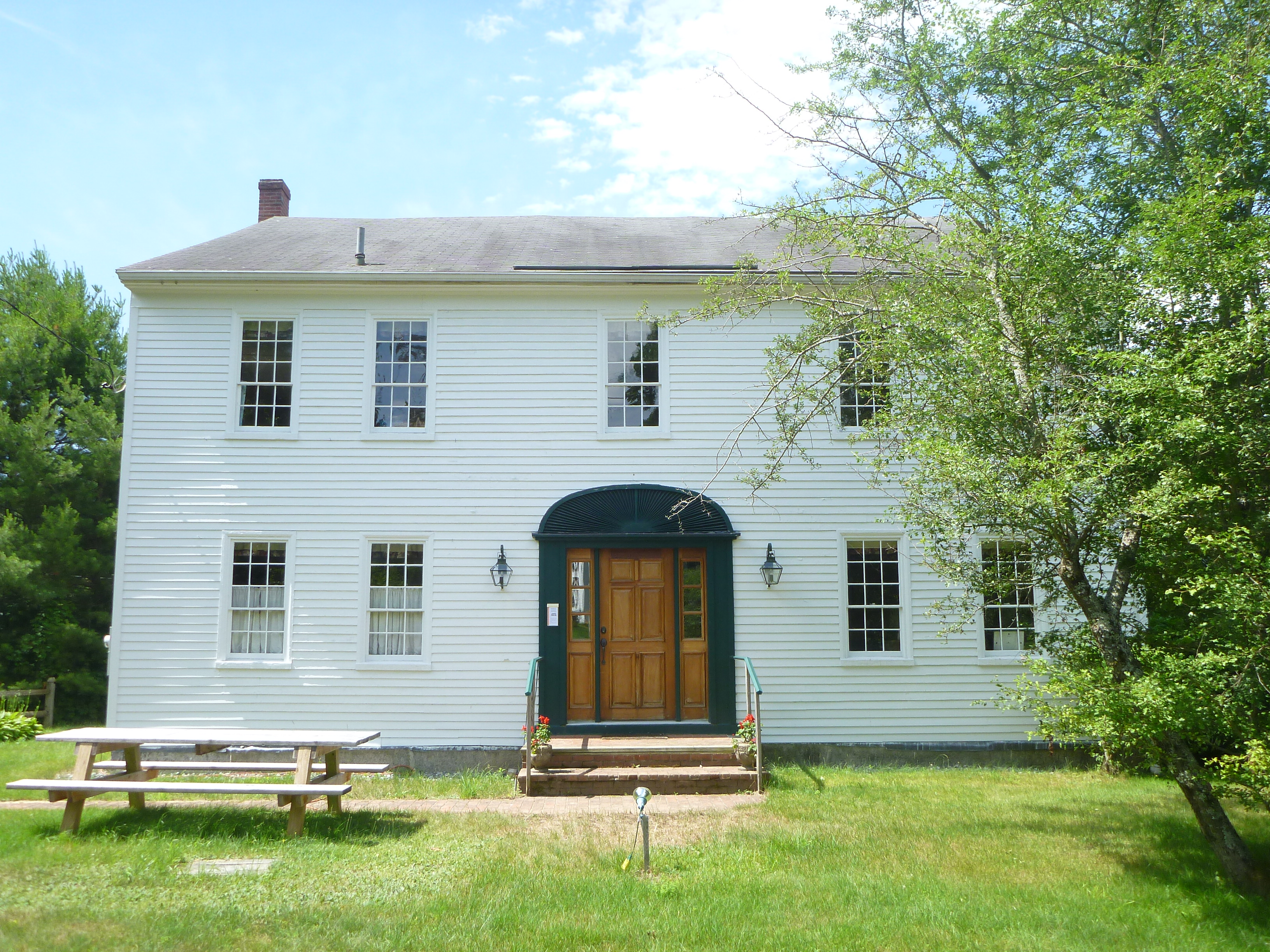
La casa de la infància de Nathaniel Hawthorne a Raymond, ME

L'estiu de 1816, la família va viure com a pensionistes amb grangers abans de traslladar-se a una casa construïda específicament per a ells pels oncles de Hawthorne, Richard i Robert Manning, a Raymond, Maine, prop del llac Sebago. Anys més tard, Hawthorne recordava aquesta etapa amb afecte: "Aquells van ser dies encantadors, perquè aquella part del país era salvatge aleshores, només amb clarianes disperses i boscos primigenis". El 1819, va ser enviat de tornada a Salem per anar a l'escola i aviat es va queixar de la nostàlgia i d'estar massa lluny de la seva mare i les seves germanes. Va distribuir set números de The Spectator a la seva família l'agost i setembre de 1820 per diversió. El diari casolà estava escrit a mà i incloïa assaigs, poemes i notícies sobre l'humor adolescent del jove autor.
L'oncle de Hawthorne, Robert Manning, va insistir que el nen anés a la universitat, malgrat les protestes de Hawthorne. Amb el suport financer del seu oncle, Hawthorne va ser enviat al Bowdoin College el 1821, en part per les connexions familiars de la zona, i també per la seva taxa de matrícula relativament barata. Hawthorne va conèixer el futur president Franklin Pierce de camí a Bowdoin, a la parada de l'etapa a Portland, i tots dos es van fer amics ràpidament. Un cop a l'escola, també va conèixer el futur poeta Henry Wadsworth Longfellow, el futur congressista Jonathan Cilley i el futur reformador naval Horatio Bridge. Es va graduar amb la promoció de 1825, i més tard va descriure la seva experiència universitària a Richard Henry Stoddard: Em van educar al Bowdoin College. Vaig ser un estudiant ociós, negligent de les regles universitàries i els detalls procrustats de la vida acadèmica, més aviat escollint alletar les meves fantasies que cavar en les arrels gregues i ser comptat entre els savis de Tebes.

### Trajectòria
A partir de l'any 1839, Hawthorne va treballar en la Duana del port de Boston. Va contraure matrimoni amb la pintora transcendentalista Sophia Peabody l'any 1842. El matrimoni es va traslladar a Concord, Massachusetts. Ací van tenir de veïns els escriptors Ralph Waldo Emerson i Henry David Thoreau.
L'any 1846 Hawthorne va ser nomenat inspector de la Duana de Salem, però prompte va perdre el seu treball a causa de canvis administratius a Washington. El 1852 va escriure la biografia del seu antic company Franklin Pierce. Quan aquest va guanyar les eleccions, Hawthorne va rebre com a recompensa el nomenament de cònsol americà a Liverpool (1853). L'any 1857 va renunciar al càrrec i va viatjar per França i Itàlia.
Va tornar als Estats Units amb la seua família l'any 1860. Poc després va caure malalt, morint l'any 1864, probablement de càncer d'estómac, a Plymouth, Nou Hampshire.
Nathaniel i Sophia Hawthorne van tenir tres fills: Una, Julian i Rose. La primera va morir jove. Julian va seguir els passos de son pare com a escriptor, arribant a ser autor prolífic. Rose es va convertir al catolicisme i va fundar les Dominican Sisters of Hawthorne congregació que s'ocupava de l'atenció de malalts incurables de càncer.

## Obra

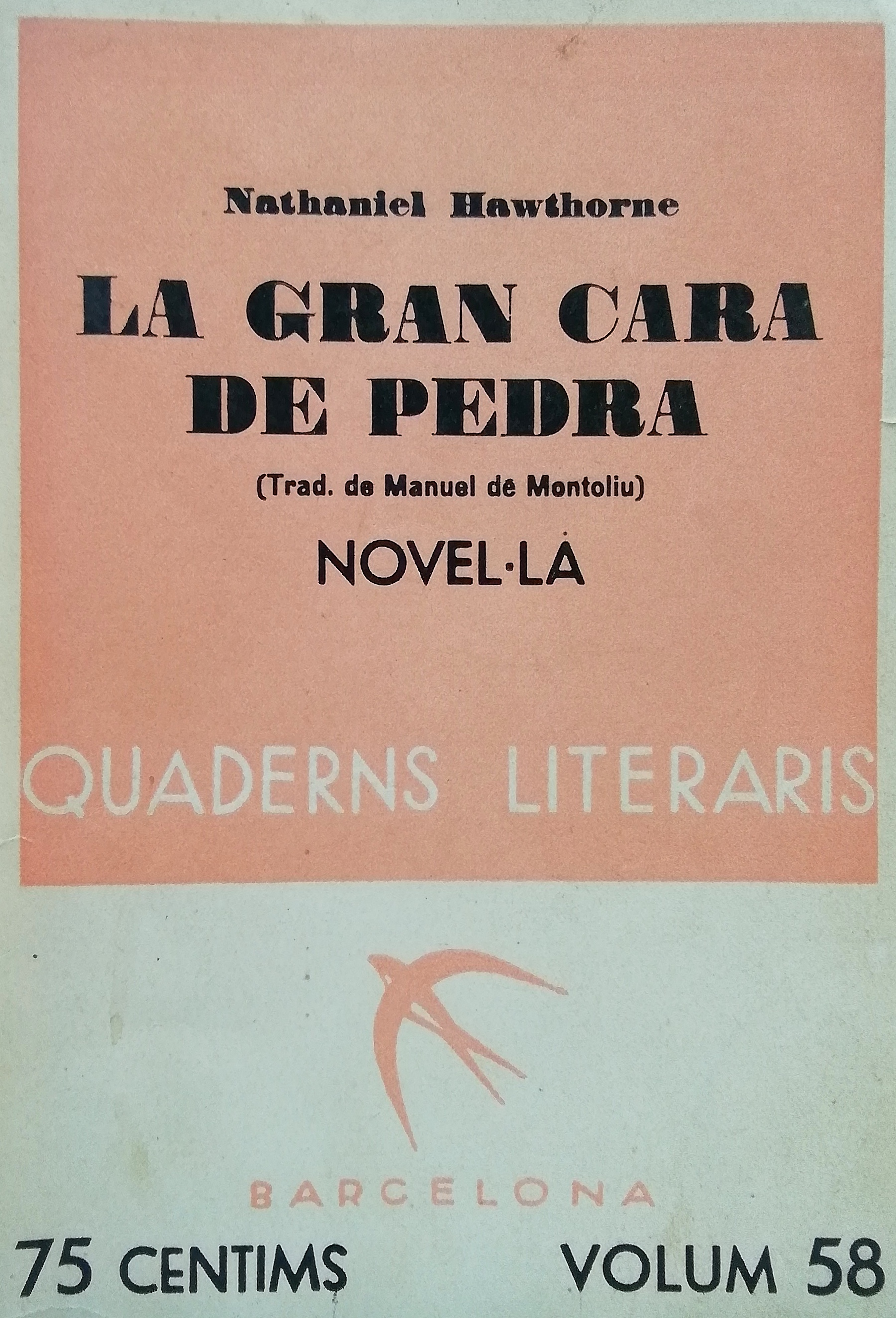
The Great Stone Face (La Gran Cara de Pedra), The Snow-Image (L'estàtua de neu), The Prophetic Pictures (Els Retrats Profètics) i Rappaccini's Daughter (La Filla de Rappaccini). Quatre contes/relats de Nathaniel Hawthorne traduïts al català l'any 1935 publicats a Barcelona dins la col·lecció Quaderns Literaris

Hawthorne és conegut sobretot pels seus relats breus, que ell va qualificar de "contes" —moltes vegades de contingut sinistre, al gust de l'època— i per les seues quatre novel·les llargues. La lletra escarlata ("The Scarlet Letter", 1850), La casa de les set teulades ("The house of the Seven Gables", 1851), ("The Blithedale Romance", 1852) i El faune de marbre ("The Marble Faun", 1860). (Una altra novel·la titulada "Fanshawe", va ser publicada anònimament l'any 1828.) Hawthorne va publicar així mateix diversos llibres de contes per a infants.
Autor enquadrable dins del romanticisme, americà, com Edgar Allan Poe, gran part de la seua obra es localitza a Nova Anglaterra, i moltes de les seues històries recreen intensament l'ambient purità que amerava la societat d'aquells anys; així, "Ethan Brand" (1850), "La marca de naixement" (1843), "La filla de Rappacini" (1844), "El vel negre del sacerdot" (1844), etc.
La crítica més recent ha prestat atenció preferent a la veu narrativa de Hawthorne, considerant-la dins d'una retòrica autoconscient, que no ha de ser confosa amb la veritable veu de l'escriptor, la qual cosa contradiu el vell concepte sobre Hawthorne de plomós moralista carregat de complexos.
Hawthorne va mantenir una breu però intensa amistat amb el novel·lista Herman Melville, que li va dedicar la seua gran obra Moby Dick, "en homenatge al seu geni". La correspondència entre ambdós, això no obstant, no es conserva.
Edgar Allan Poe va escriure importants, encara que poc falagueres, crítiques sobre "Twice-Told Tales" i "Mosses from An Old Manse" ("Molses d'una església").

## Bibliografia

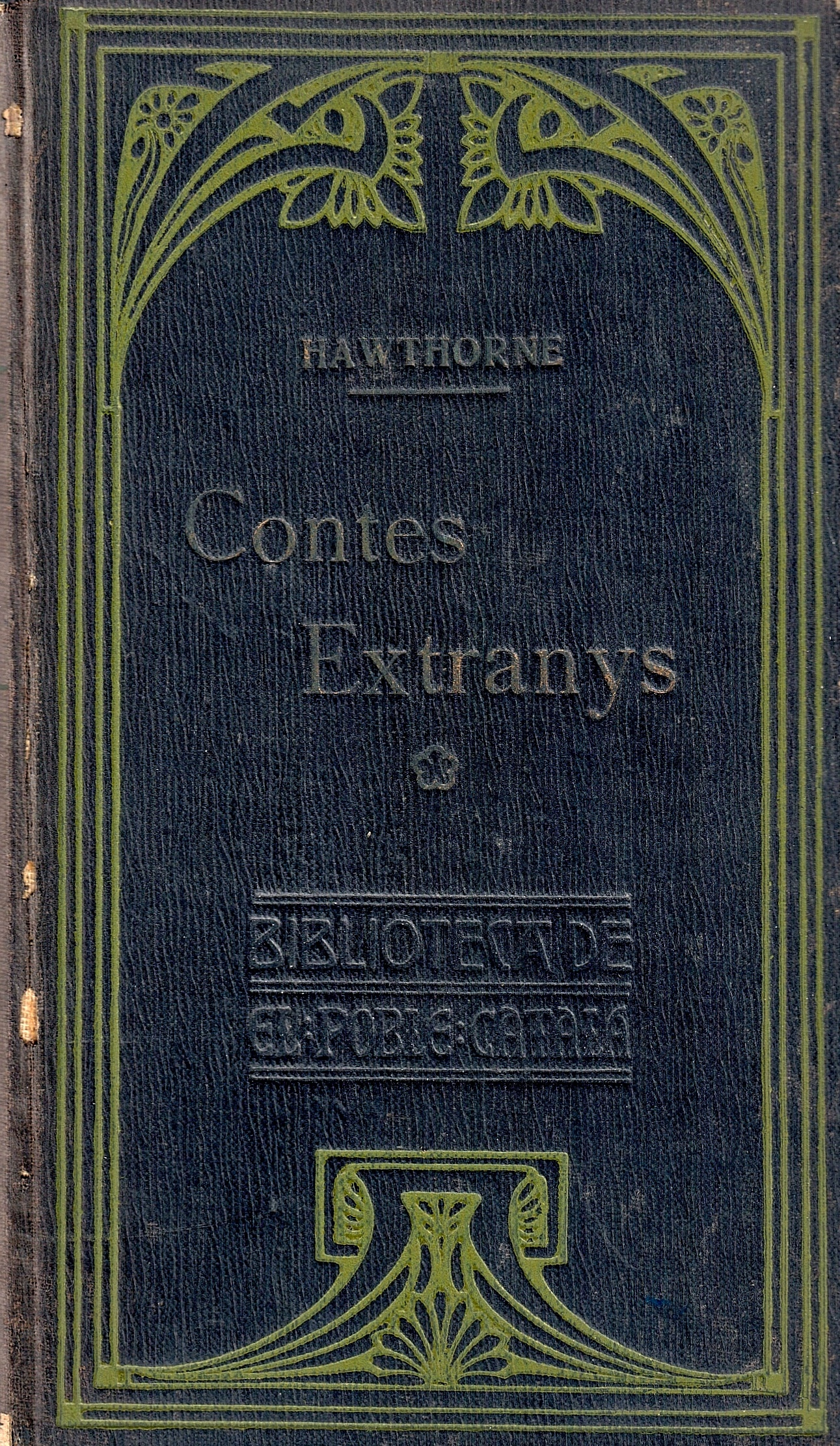
"Contes Estranys" de Hawthorne. Traducció catalana publicada a Barcelona l'any 1908 per la Biblioteca de El Poble Català